# Rachid Mouffouk
Rachid Mouffouk, parfois orthographié Rachid Mouffok (en arabe : موفق رشيد), est un artiste peintre et sculpteur algérien né le 29 janvier 1955 à Batna. Il est réputé pour ses personnages en ronde-bosse et en matériaux et objets recyclés.

## Biographie

### Enfance
Rachid naît à Batna avec son frère jumeau. Bébé plutôt petit et chétif, sa famille craint alors pour sa vie. De l'école primaire qu'il fréquente à partir de 1962 — parallèlement à l’école coranique — il ne conservera, selon ses propres dires, que de mauvais souvenirs.
Dès son plus jeune âge, il est attiré par l'art, qu'il commence à pratiquer sans jamais passer par les Beaux-Arts. La première sculpture qu'il réalise est celle de Diane, la déesse de la chasse dans la mythologie romaine. Il réalise cette première œuvre sur un morceau de bois offert par le sculpteur Mohamed Houfani.

### Carrière
Avant 2001, l'artiste a pris une pause de vingt ans, et n'a plus fait d'œuvres artistiques. Après les attentats du 11 septembre il a fait sa première sculpture appelée l'effondrement des tours jumelles.
Il a travaillé comme soudeur en charpente métallique dans une société américaine implantée en Algérie, où il expose ses œuvres sur le chantier. Le directeur de l'entreprise décide de le dispenser du travail, et lui propose de ne s'occuper que de sculpture pour détendre l'atmosphère des travailleurs.
En novembre 2006, Hocine Amokrane sort un roman intitulé « Le fou et le muet » dont la photo de la couverture a été assurée par Rachid Mouffouk, par ses deux sculptures « Le fou » et « écologie ».
En 2010, Rachid perd trois doigts de la main droite à la suite d'un accident dans son atelier,, en travaillant sur un trophée au profit du ministère de l'Énergie et des Mines
. Deux mois après l'accident, Rachid revient à la sculpture, en créant une sculpture en métal intitulé « Mes trois doigts »,.
Rachid Mouffouk, en collaboration avec l'écrivain Hocine Amokrane, sort en 2011 un ouvrage intitulé L'Abysse et le firmament. Cet ouvrage regroupe des photographies d’œuvres de Rachid Mouffouk et des textes de Hocine Amokrane.

## Œuvres artistiques

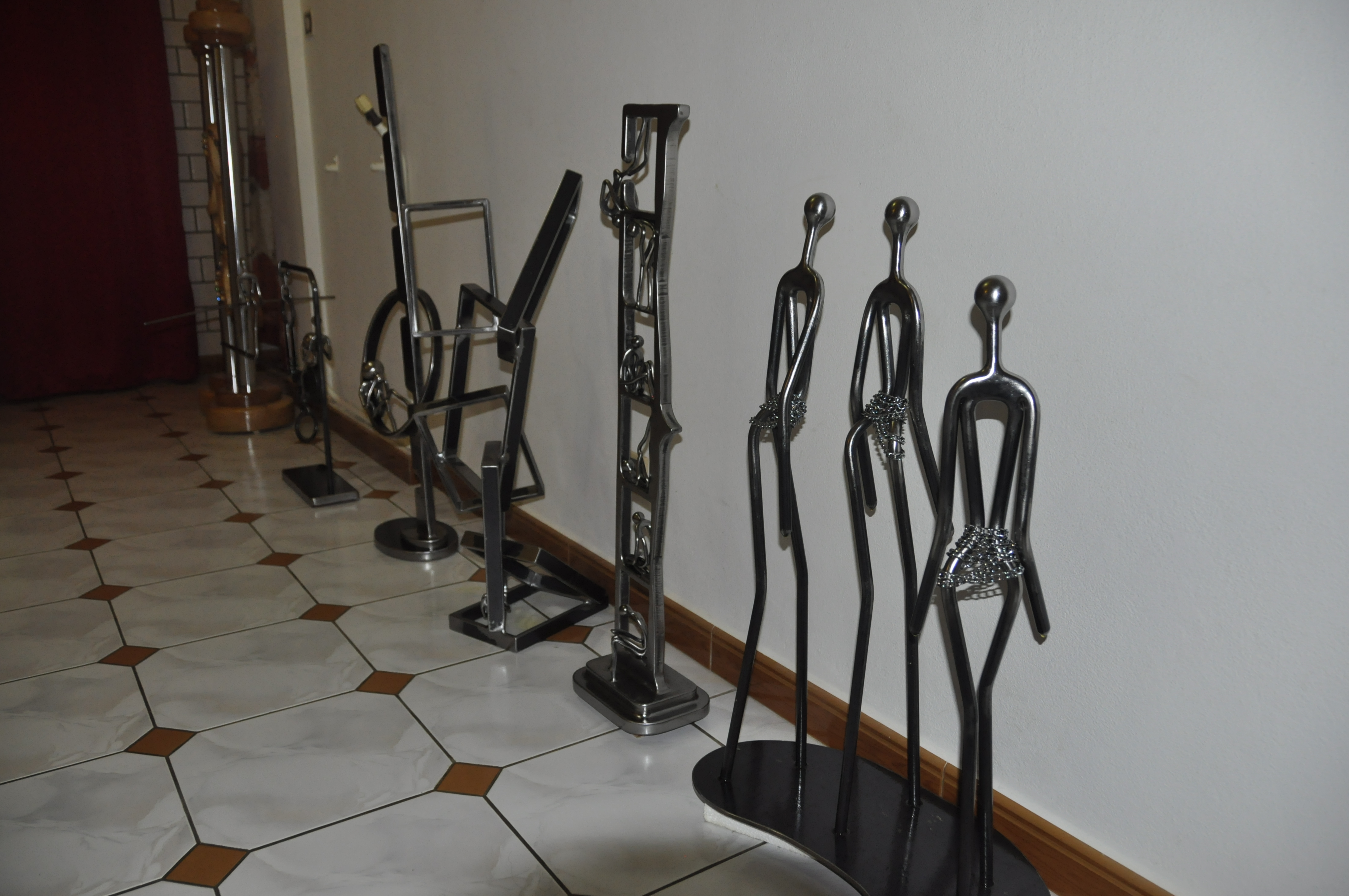
Sculptures de Rachid Mouffouk.

### Sujets
Ses sujets de prédilection sont notamment les scènes de la vie quotidienne de la société algérienne, les problèmes de l’écologie, les problèmes de la société artistique algérienne comme la liberté d'expression. Rachid introduit également des thèmes plus graves dans son œuvre tels que les problèmes qui touchent la Palestine, ou les événements du 11 septembre ou encore la guerre d'Irak et le conflit atomique ou encore la corruption.
Quelques-unes des sculptures de Rachid retracent des moments de son histoire.
L'autre sujet de ses sculptures sont les trophées, tels que celui du théâtre national amazigh et le trophée national algérien de la qualité décerné chaque année à la meilleure entreprise du pays.
Ses sculptures ont été utilisées pour la couverture du roman de Hocine Amokrane, Le fou et le muet.

### Style
Sur une quarantaine d'années de création avec récupération de toutes sortes de matériaux, il leur donne tantôt une forme abstraite, tantôt une forme figurative. Le style du sculpteur est généralement des créations en ronde bosse, des sculptures avec du relief, du haut-relief ou le bas-relief, d'autres faites par modelage et moulage. Il fait aussi des sculptures sur bois, sur pierre, céramique.

« Parce que je n'accepte pas que des objets vulgaires soient placés sur le même piédestal que les œuvres d'art (...) Une œuvre d'art est un produit purement humain, capable de sensibilité et qui tente de représenter dans des formes et des structures d'éléments (...) »

### Sculpture
Les sculptures de Rachid Mouffouk se trouvent toutes dans son atelier sur la route du quartier Kechida dans la commune de Batna.
Après son accident, il a vite repris la sculpture et fait sa première œuvre sans ses doigts, la sculpture parle de son accident et de la perte de ses doigts, il les a représentés par trois belles femmes qui s'en vont. Et il a continué de faire des sculptures qui parlent de son accident, et de sa douleur en tant qu'artiste. Il réalise une grande chaise amputée d'un pied et à la place de ce pied amputé, il a placé une personne assise sur une petite chaise et de ses deux mains, elle assure l'équilibre de la grande chaise. La sculpture représente pour lui le soutien moral de ses proches.

Œuvres en métal de Rachid Mouffouk (sélection).
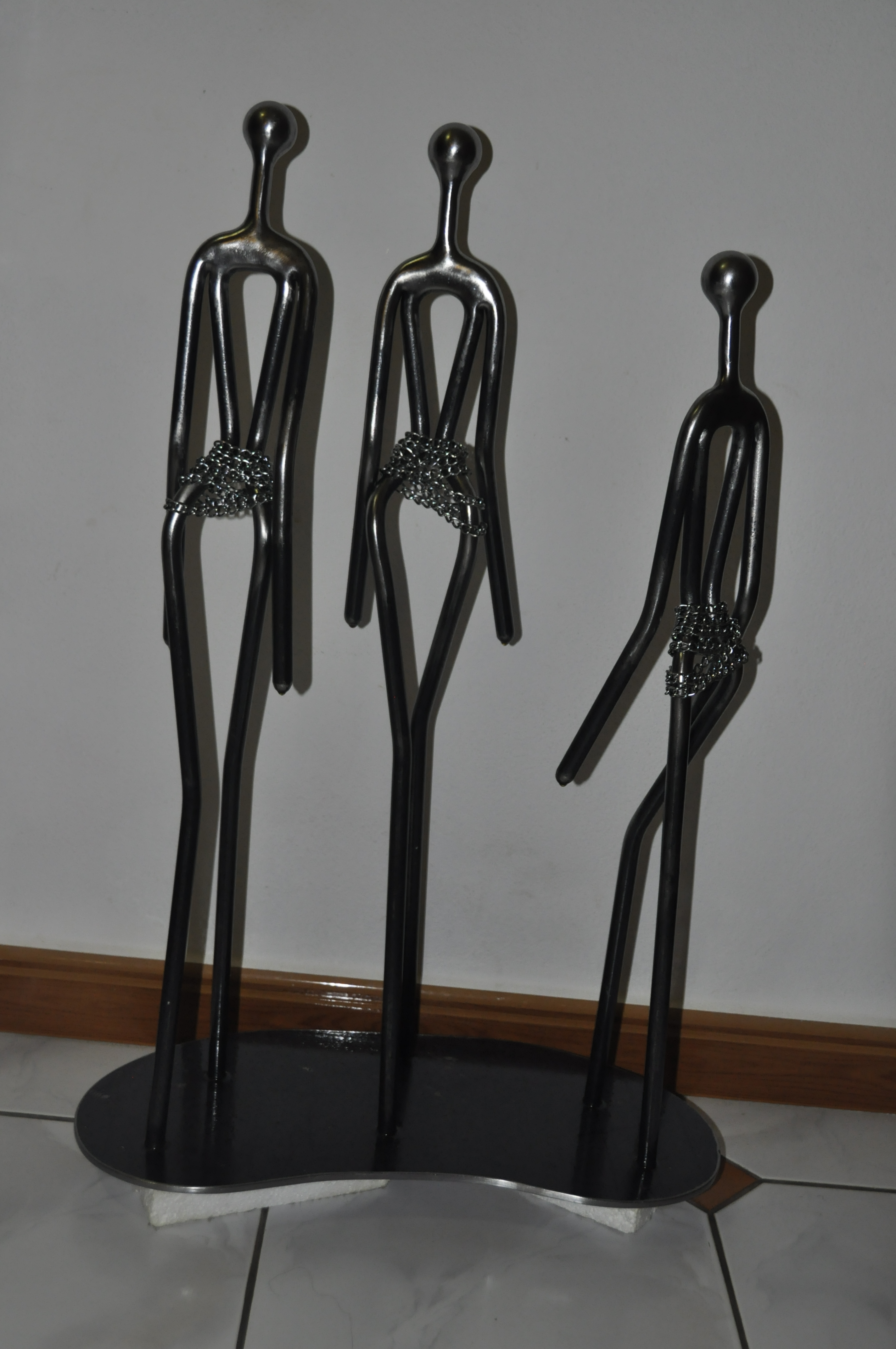
Mes trois doigts.
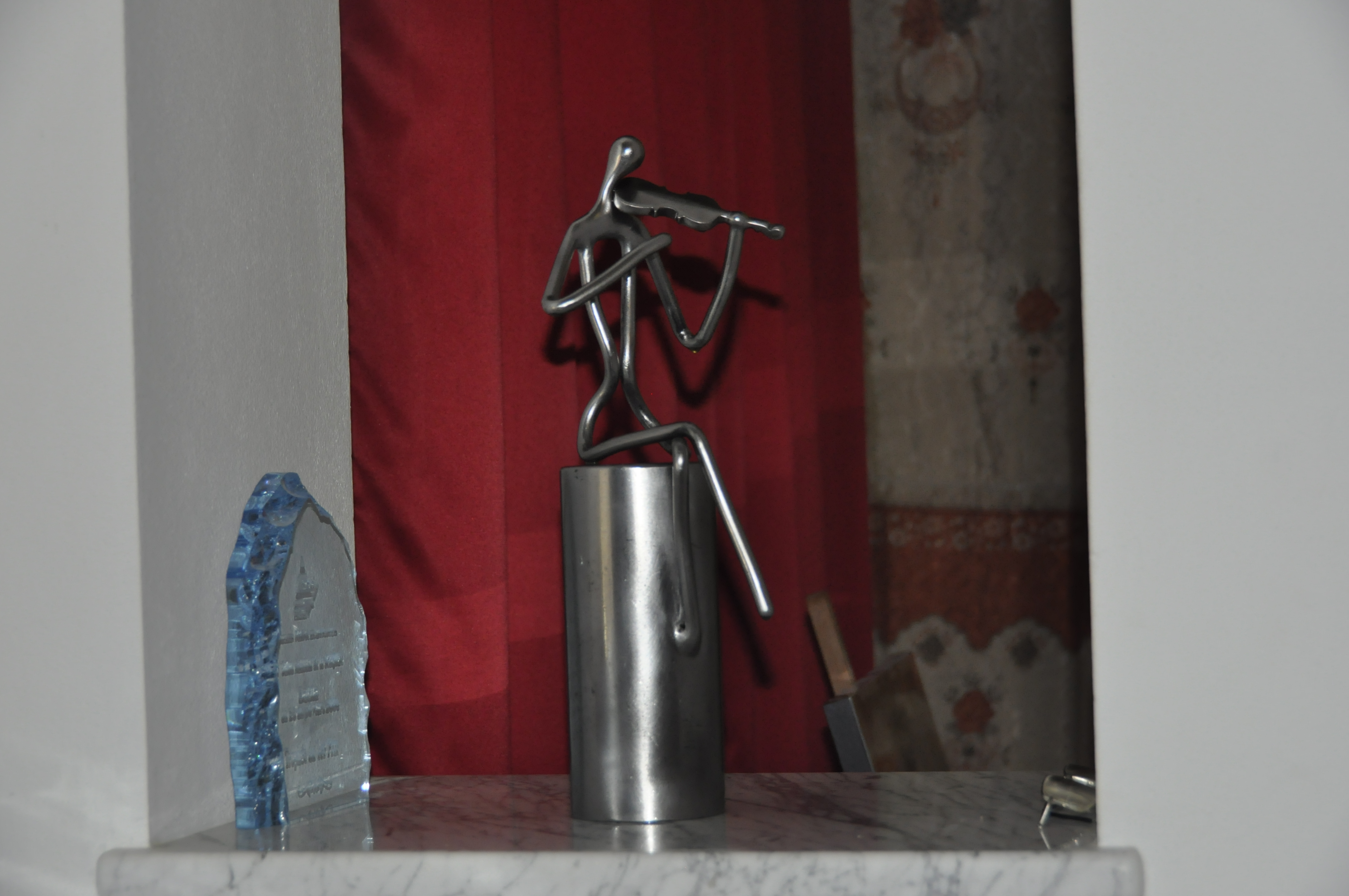
Femme au violon.
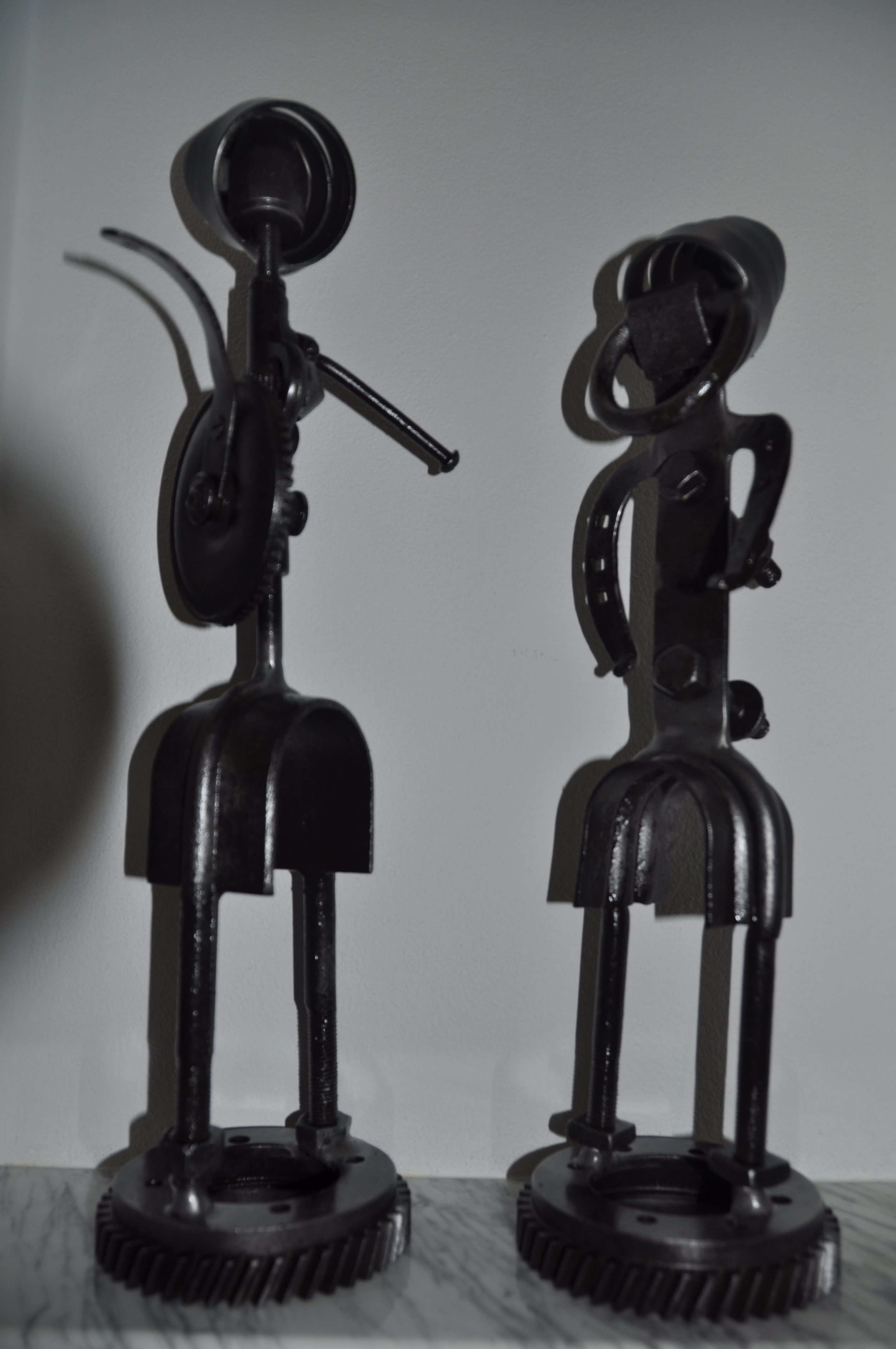
Le dialogue.
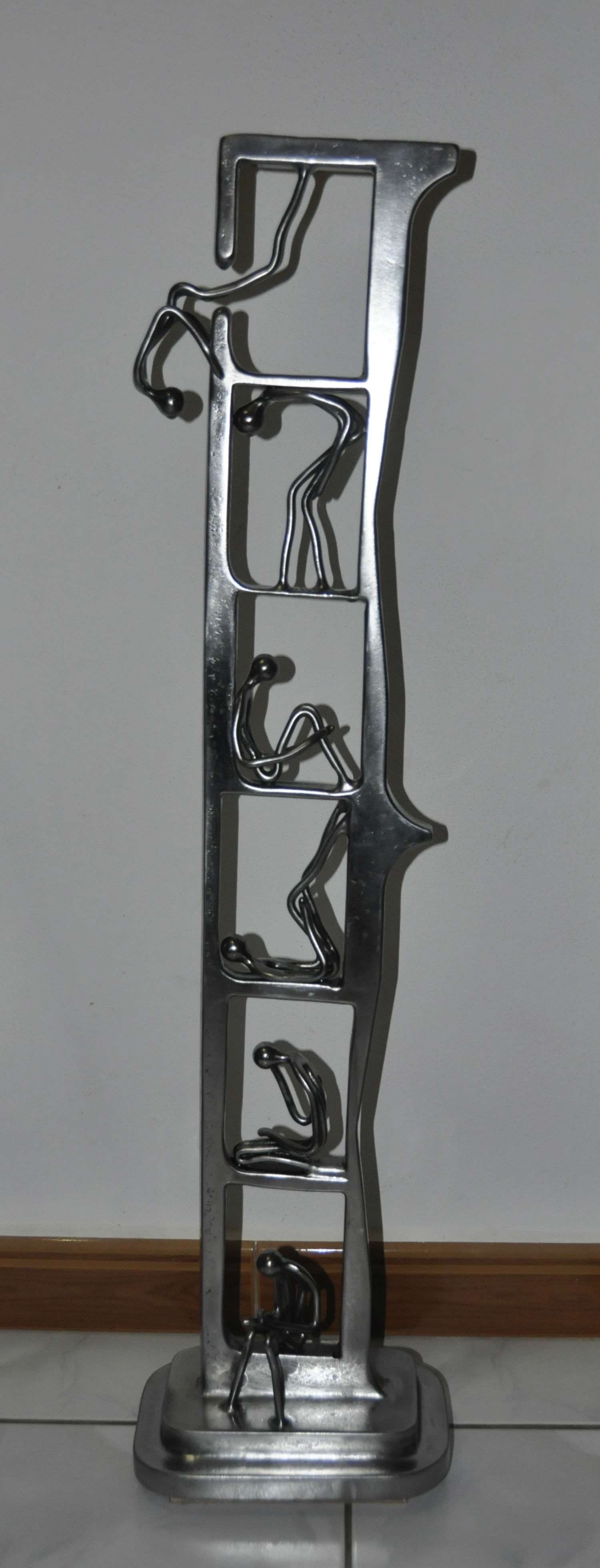
Suicide.
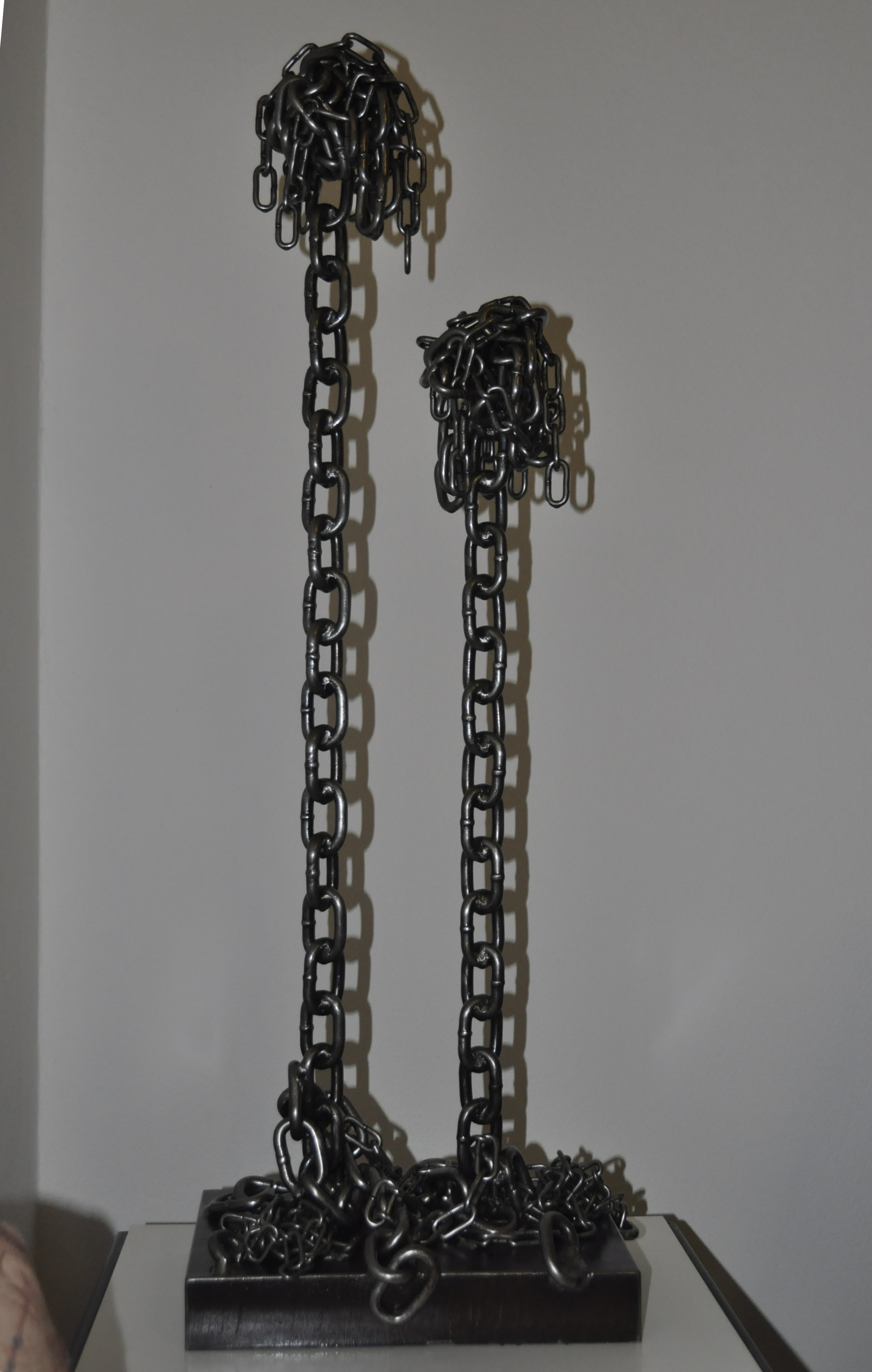
L'effondrement des tours jumelles.

### Expositions
Liste des expositions nationales de Rachid Mouffouk.
- 1973 : Premier prix de la sculpture au salon de Batna.
- 1974 : Exposition collective à la salle El-Mouggar Alger.
- 1975 : Exposition collective de penture à la salle Mohamed Racim.
- 2002 : Premier salon des arts plastiques de Batna.
- 2003 : Salon des arts plastiques en hommage à Chérif Merzouki.
- 2004 : Salon des arts plastiques de l'est à la salle Mohamed Racim.
- 2005 : Exposition collective à la galerie Mohamed Racim.
- 2006 : Salon de la sculpture à Sétif.
- 2006 : Salon de la sculpture algérienne à Batna.
- 2006 : Premier salon de sculpture à Batna.
- 2008 : Rencontre à Batna pour la sculpture.
- 2008 : Exposition collective au palais de la culture.
- 2008 : Exposition au musée national Mohamed Zabana à Oran.
- 2008 : Exposition au musée des beaux-arts à Mostaganem.
- 2009 : Rencontre des artistes maghrébins à Annaba.
- 2009 : Rencontre des artistes maghrébins à Sétif.
- 2010 : Exposition personnelle à la maison de la culture de Batna.
- 2011 : Salon national de la sculpture de Batna.
- 2011 : Exposition individuelle au Centre Culturel français de Constantine.
- 2012 : Salon de la sculpture à Batna.
- 2012 : Exposition individuelle de sculpture à la maison de la culture de Ahmed Reda Houhou Biskra.
- 2013 : Salon de la sculpture de Batna.
- 2014 : Salon national de la sculpture de Batna.